# Dactylidinae
Dactylidinae je podtribus trava smješten u nadpodtribus tribus Loliodinae, dio tribusa Poeae.

## Rodovi
Sastoji se od 2 roda sa 4 vrste: ili 5 vrsta. Opisan je u Flora Capensis 7: 317. 1898. (Jul 1898)
1. Dactylis L. (4 spp.)
2. Lamarckia Moench (1 sp.)